# Konny Looser
Konny Looser (* 6. März 1989) ist ein Schweizer Radrennfahrer, der sich vor allem auf den Mountainbikesport spezialisiert hat. Er ist mit der namibischen Radsportlerin Vera Looser verheiratet und lebt in Windhoek.
Loosers grösste Erfolge waren der Gewinn der Schweizer Mountainbikemeisterschaften 2017. Mit acht Siegen (2015–2024) ist er der erfolgreichste Teilnehmer des namibischen Desert Dash.

## Sportliche Erfolge
2010
- Europameister Mountainbike (U-23)[1]

2015
- Desert Dash

2016
- Desert Dash

2017
- Schweizer Mountainbikemeisterschaften
- Desert Dash

2018
- Schweizer Mountainbikemeisterschaften
- RMVZol Frühlingsrennen, Brütten
- Desert Dash

2019
- Desert Dash

2020
- Desert Dash

2023
- Desert Dash

2024
- Desert Dash